# Discografie van Ronnie Flex
Hieronder volgt de discografie van de Nederlandse zanger en rapper Ronnie Flex, met name zijn albums en zijn nummers met een notering in een hitlijst. 

## Albums
| Album                                         | Verschijnen      | Label     | Hitlijsten | Hitlijsten | Hitlijsten | Hitlijsten | Opmerkingen                        |
| Album                                         | Verschijnen      | Label     | BE (VL)    | BE (VL)    | NL         | NL         | Opmerkingen                        |
| Album                                         | Verschijnen      | Label     | Piek       | Weken      | Piek       | Weken      | Opmerkingen                        |
| --------------------------------------------- | ---------------- | --------- | ---------- | ---------- | ---------- | ---------- | ---------------------------------- |
| De nacht is nog jong, net als wij voor altijd | 14 november 2014 | Top Notch | 195        | 1          | 53         | 3          | Studioalbum / Goud in Nederland    |
| Rémi                                          | 30 juni 2017     | Top Notch | 17         | 67         | 1 (1 wk)   | 185        | Studioalbum / Platina in Nederland |
| Nori                                          | 22 maart 2018    | Top Notch | 4          | 27         | 1 (1 wk)   | 51         | Studioalbum / Goud in Nederland    |
| Altijd samen                                  | 22 augustus 2021 | ADF ENT   | 12         | 4          | 2          | 15         | Studioalbum / Goud in Nederland    |
| SDL 0.5                                       | 14 maart 2025    | ADF ENT   | 94         | 2          | 4          | 10         | Studioalbum                        |

## Nummers met notering(en) in een hitlijst
| Lied                                                                       | Verschijnen       | Album                                                      | Hitlijsten | Hitlijsten | Hitlijsten  | Hitlijsten  | Hitlijsten   | Hitlijsten   | Opmerkingen                                                |
| Lied                                                                       | Verschijnen       | Album                                                      | BE (VL)    | BE (VL)    | NL (Top 40) | NL (Top 40) | NL (Top 100) | NL (Top 100) | Opmerkingen                                                |
| Lied                                                                       | Verschijnen       | Album                                                      | Piek       | Weken      | Piek        | Weken       | Piek         | Weken        | Opmerkingen                                                |
| -------------------------------------------------------------------------- | ----------------- | ---------------------------------------------------------- | ---------- | ---------- | ----------- | ----------- | ------------ | ------------ | ---------------------------------------------------------- |
| Soldaatje (met Mr. Polska)                                                 | 22 juni 2012      | Waardevolle gezelligheid (van Mr. Polska)                  | —          | —          | —           | —           | 84           | 4            |                                                            |
| Nooit meer slapen (met Yellow Claw, MocroManiac en Jebroer)                | 5 oktober 2012    | Tankstation (ep)                                           | —          | —          | 38          | 4           | 31           | 11           |                                                            |
| Tankstation                                                                | 1 januari 2013    | Tankstation (ep)                                           | —          | —          | —           | —           | 100          | 1            |                                                            |
| Zusje (met Mr. Polska)                                                     | 23 januari 2014   | De nacht is nog jong, net als wij voor altijd              | —          | —          | 25          | 8           | 43           | 13           |                                                            |
| Ravotten (met Mr. Polska)                                                  | 16 januari 2015   | Snoller (van Mr. Polska)                                   | —          | —          | tip3        | —           | 58           | 14           |                                                            |
| Drank & drugs (met Lil' Kleine)                                            | 10 april 2015     | New wave (van New Wave)                                    | 3          | 18         | 1 (3 wkn)   | 14          | 1 (4 wkn)    | 35           | 538 Dancesmash / 5× Platina in Nederland en goud in België |
| Investeren in de liefde (met SFB, Lil' Kleine en Bokoesam)                 | 10 april 2015     | New wave (van New Wave)                                    | —          | —          | tip1        | —           | 22           | 48           | 3× Platina in Nederland                                    |
| Zeg dat niet (met Lil' Kleine)                                             | 10 april 2015     | New wave (van New Wave)                                    | tip94      | —          | 37          | 3           | 34           | 38           | Dubbelplatina in Nederland                                 |
| No go zone (met Jandro, Idaly, Lil' Kleine, Bokoesam en Def Major)         | 10 april 2015     | New wave (van New Wave)                                    | —          | —          | —           | —           | 38           | 28           | Platina in Nederland                                       |
| Nigga als ik (met SFB)                                                     | 10 april 2015     | New wave (van New Wave)                                    | —          | —          | —           | —           | 58           | 13           | Platina in Nederland                                       |
| Hoog / laag (met Idaly, Lil' Kleine, Bokoesam en Jonna Fraser)             | 10 april 2015     | New wave (van New Wave)                                    | —          | —          | —           | —           | 67           | 9            | Platina in Nederland                                       |
| Vallen in de club (met Jandro, Cartiez en Lijpe)                           | 10 april 2015     | New wave (van New Wave)                                    | —          | —          | —           | —           | 93           | 3            | Platina in Nederland                                       |
| Kan er niet omheen (met Jonna Fraser, Lijpe en KM)                         | 10 april 2015     | New wave (van New Wave)                                    | —          | —          | —           | —           | 99           | 1            | Goud in Nederland                                          |
| Laten gaan (met Monica Geuze, Mafe, Abira, Frenna en Emms)                 | 1 juni 2015       | —                                                          | —          | —          | tip2        | —           | 52           | 22           | Platina in Nederland                                       |
| Meisjes blijven meisjes (met Two Crooks, Frenna en Emms)                   | 31 juli 2015      | —                                                          | —          | —          | —           | —           | 62           | 14           | Goud in Nederland                                          |
| Niemand (met Mr. Polska)                                                   | 25 september 2015 | —                                                          | —          | —          | 3           | 18          | 2            | 31           | Platina in Nederland                                       |
| We zijn hier (met Dio, Jayh en Bokoesam)                                   | 9 oktober 2015    | De man (van Dio)                                           | —          | —          | —           | —           | 92           | 2            |                                                            |
| Ik zag je staan (met Jonna Fraser en Idaly)                                | 30 oktober 2015   | Alle tijd (van Jonna Fraser)                               | —          | —          | —           | —           | 82           | 5            | Goud in Nederland                                          |
| Nu sta je hier (met SFB en Broederliefde)                                  | 4 december 2015   | Reset the levels II: Boulevard (van SFB)                   | —          | —          | 16          | 8           | 12           | 27           | Dubbelplatina in Nederland                                 |
| Wij zijn altijd                                                            | 7 december 2015   | —                                                          | —          | —          | 30          | 3           | 18           | 12           |                                                            |
| Alleen (met Giocatori, Lil' Kleine en Sjaak)                               | 15 januari 2016   | —                                                          | —          | —          | —           | —           | 53           | 8            | Goud in Nederland                                          |
| Niet omdat het moet (met Lil' Kleine)                                      | 12 februari 2016  | WOP! (van Lil' Kleine)                                     | 38         | 2          | 3           | 10          | 1 (1 wk)     | 17           | Driemaal platina in Nederland                              |
| 1, 2, 3 (met Lil' Kleine)                                                  | 12 februari 2016  | WOP! (van Lil' Kleine)                                     | tip30      | —          | 5           | 8           | 3            | 15           | 538 Dancesmash / Dubbelplatina in Nederland                |
| Bel me op (met Lil' Kleine)                                                | 12 februari 2016  | WOP! (van Lil' Kleine)                                     | —          | —          | —           | —           | 9            | 11           |                                                            |
| Stripclub (met Lil' Kleine)                                                | 12 februari 2016  | WOP! (van Lil' Kleine)                                     | —          | —          | —           | —           | 15           | 11           |                                                            |
| Mist & regen (met Lil' Kleine)                                             | 12 februari 2016  | WOP! (van Lil' Kleine)                                     | —          | —          | tip8        | —           | 16           | 8            |                                                            |
| Zeg dat niet (Jack $hirak remix) (met Lil' Kleine)                         | 12 februari 2016  | WOP! (van Lil' Kleine)                                     | —          | —          | —           | —           | 18           | 12           |                                                            |
| Zonder reden (met Lil' Kleine)                                             | 12 februari 2016  | WOP! (van Lil' Kleine)                                     | —          | —          | —           | —           | 21           | 5            |                                                            |
| Narcos (met Broederliefde, SBMG, Jonna Fraser, Hef en RMB)                 | 4 april 2016      | Hard Work Pays Off 2 (van Broederliefde)                   | —          | —          | —           | —           | 89           | 1            |                                                            |
| Miljonairs (met Broederliefde en Frenna)                                   | 29 april 2016     | Hard Work Pays Off 2 (van Broederliefde)                   | —          | —          | —           | —           | 51           | 4            |                                                            |
| Niet zo (met Murda)                                                        | 28 juli 2016      | We doen ons best (van Murda)                               | —          | —          | —           | —           | 55           | 21           | Platina in Nederland                                       |
| Met je zijn (met Glowinthedark, SFB en Philly Moré)                        | 27 mei 2016       | Lituatie (van Glowinthedark en SFB)                        | —          | —          | —           | —           | 55           | 3            |                                                            |
| Credo santana (met Glowinthedark en SFB)                                   | 27 mei 2016       | Lituatie (van Glowinthedark en SFB)                        | —          | —          | —           | —           | 79           | 1            |                                                            |
| Plek als dit                                                               | 13 oktober 2016   | Rémi                                                       | —          | —          | 29          | 4           | 11           | 21           | Dubbelplatina in Nederland                                 |
| Dat is money (met Ali B)                                                   | 25 november 2016  | Een klein beetje geluk (van Ali B)                         | —          | —          | —           | —           | 40           | 12           | Platina in Nederland                                       |
| Energie (met Frenna)                                                       | 27 december 2016  | Rémi                                                       | tip        | —          | 2           | 19          | 1 (1 wk)     | 50           | Vijfmaal platina in Nederland                              |
| Speciaal (met Boef)                                                        | 17 maart 2017     | Slaaptekort (van Boef)                                     | —          | —          | —           | —           | 11           | 5            | Goud in Nederland                                          |
| Party (met Jonna Fraser)                                                   | 19 april 2017     | Jonathan (van Jonna Fraser)                                | —          | —          | 28          | 5           | 17           | 19           | Platina in Nederland                                       |
| Come again (met Boef)                                                      | 10 mei 2017       | Rémi                                                       | tip30      | —          | 2           | 13          | 2            | 37           | 4× Platina in Nederland                                    |
| Loterij (met Lil' Kleine)                                                  | 23 juni 2017      | Alleen (van Lil' Kleine)                                   | 29         | 11         | 15          | 12          | 2            | 39           | Driemaal platina in Nederland en goud in België            |
| Is dit over (met Tabitha)                                                  | 30 juni 2017      | Rémi                                                       | tip        | —          | tip1        | —           | 13           | 24           | Platina in Nederland                                       |
| Jouw seizoen (met Jonna Fraser)                                            | 30 juni 2017      | Rémi                                                       | —          | —          | —           | —           | 26           | 5            |                                                            |
| Volg me (met Lil' Kleine en Mr. Polska)                                    | 30 juni 2017      | Rémi                                                       | —          | —          | —           | —           | 34           | 2            | Goud in Nederland                                          |
| Spook                                                                      | 30 juni 2017      | Rémi                                                       | —          | —          | —           | —           | 38           | 2            |                                                            |
| Opgekomen (met Sevn Alias)                                                 | 30 juni 2017      | Rémi                                                       | —          | —          | —           | —           | 39           | 1            |                                                            |
| Red me (met Tabitha)                                                       | 30 juni 2017      | Rémi                                                       | —          | —          | —           | —           | 46           | 3            | Goud in Nederland                                          |
| In mijn bed                                                                | 30 juni 2017      | Rémi                                                       | —          | —          | —           | —           | 52           | 1            |                                                            |
| In de armen van een engel (met Jonna Fraser en Brace)                      | 30 juni 2017      | Rémi                                                       | —          | —          | —           | —           | 57           | 1            |                                                            |
| Dichterbij me (met Murda, Abira, Def Major en Jiri11)                      | 30 juni 2017      | Rémi                                                       | —          | —          | —           | —           | 60           | 1            |                                                            |
| BF (met KM en Abira)                                                       | 30 juni 2017      | Rémi                                                       | —          | —          | —           | —           | 61           | 1            |                                                            |
| Achteruit                                                                  | 30 juni 2017      | Rémi                                                       | —          | —          | —           | —           | 63           | 6            |                                                            |
| Jij/mij                                                                    | 30 juni 2017      | Rémi                                                       | —          | —          | —           | —           | 82           | 1            |                                                            |
| Lovely body (met SFB)                                                      | 5 juli 2017       | 77 nachten (van SFB)                                       | tip        | —          | tip2        | —           | 4            | 36           | 3× Platina in Nederland                                    |
| Blijf bij mij (met Maan)                                                   | 8 december 2017   | —                                                          | tip9       | —          | 2           | 17          | 1 (4 wkn)    | 30           | Dubbelplatina in Nederland                                 |
| 4/5                                                                        | 20 december 2017  | Nori                                                       | tip7       | —          | tip1        | —           | 2            | 21           | Platina in Nederland                                       |
| Nori                                                                       | 19 januari 2018   | Nori                                                       | —          | —          | —           | —           | 26           | 4            |                                                            |
| Slow down (met Dimitri Vegas & Like Mike, Boef, I Am Aisha en Quintino)    | 26 januari 2018   | —                                                          | 14         | 12         | 18          | 9           | 2            | 18           | Dubbelplatina in Nederland en goud in België               |
| Mijn best (met DJ Dylvn en Jonna Fraser)                                   | 2 februari 2018   | Chase (van DJ Dylvn)                                       | —          | —          | —           | —           | 29           | 2            |                                                            |
| One time (met SFB)                                                         | 16 februari 2018  | Reset the levels III (van SFB)                             | tip        | —          | tip2        | —           | 7            | 14           | Platina in Nederland                                       |
| Fan (met Famke Louise)                                                     | 2 maart 2018      | —                                                          | 48         | 2          | 4           | 10          | 1 (3 wkn)    | 15           | Platina in Nederland                                       |
| Non stop                                                                   | 22 maart 2018     | Nori                                                       | tip15      | —          | tip2        | —           | 1 (1 wk)     | 12           | Goud in Nederland                                          |
| Wat is love (met Leafs)                                                    | 22 maart 2018     | Nori                                                       | —          | —          | —           | —           | 2            | 4            | Goud in Nederland                                          |
| 2 cups (met Jacin Trill)                                                   | 22 maart 2018     | Nori                                                       | —          | —          | —           | —           | 7            | 3            |                                                            |
| Saus (met Winne)                                                           | 22 maart 2018     | Nori                                                       | —          | —          | —           | —           | 12           | 2            |                                                            |
| Wow (met Bokoesam en Priceless)                                            | 22 maart 2018     | Nori                                                       | —          | —          | —           | —           | 17           | 2            |                                                            |
| Ik zou niet weten (met D-Love)                                             | 22 maart 2018     | Nori                                                       | —          | —          | —           | —           | 20           | 2            |                                                            |
| 100                                                                        | 22 maart 2018     | Nori                                                       | —          | —          | —           | —           | 21           | 2            |                                                            |
| Atletiek (met Bokoesam en Djahboy)                                         | 22 maart 2018     | Nori                                                       | —          | —          | —           | —           | 22           | 1            |                                                            |
| Geekin'                                                                    | 22 maart 2018     | Nori                                                       | —          | —          | —           | —           | 31           | 1            |                                                            |
| Batman (met James Francis en Alec Petrus)                                  | 22 maart 2018     | Nori                                                       | —          | —          | —           | —           | 40           | 1            |                                                            |
| Kan niet kiezen                                                            | 22 maart 2018     | Nori                                                       | —          | —          | —           | —           | 44           | 1            |                                                            |
| Half 8 (met Esko en Idaly)                                                 | 20 april 2018     | Beats by Esko (van Esko)                                   | —          | —          | —           | —           | 59           | 1            |                                                            |
| Pull up (met Dyna en Frenna)                                               | 1 juni 2018       | —                                                          | —          | —          | 27          | 6           | 3            | 17           | Platina in Nederland                                       |
| Altijd op tijd (met Vic9)                                                  | 1 juni 2018       | 92:29 (van Vic9)                                           | —          | —          | —           | —           | 13           | 13           | Platina in Nederland                                       |
| Omarm me (met BLØF)                                                        | 29 juni 2018      | —                                                          | tip        | —          | 32          | 6           | 5            | 17           | Platina in Nederland                                       |
| Meli meli (met Ali B en Numidia)                                           | 4 juli 2018       | —                                                          | tip        | —          | tip4        | —           | 6            | 15           | Platina in Nederland                                       |
| Miljonair (met $hirak, SBMG, Lil' Kleine en Boef)                          | 13 juli 2018      | —                                                          | 25         | 10         | 6           | 12          | 1 (4 wkn)    | 30           | MNM-Big Hit / Dubbelplatina in Nederland                   |
| Wine Slow (remix) (met Idaly, Famke Louise en Bizzey)                      | 13 juli 2018      | —                                                          | tip        | —          | tip2        | —           | 3            | 35           | Platina in Nederland                                       |
| Maria (met Bizzey en Jack $hirak)                                          | 20 juli 2018      | —                                                          | tip        | —          | tip3        | —           | 10           | 16           |                                                            |
| Kriebels (met Broederliefde)                                               | 20 juli 2018      | We moeten door 2 (van Broederliefde)                       | —          | —          | —           | —           | 28           | 6            |                                                            |
| Spectakel (met Ali B en Boef)                                              | 28 september 2018 | —                                                          | tip        | —          | —           | —           | 55           | 2            |                                                            |
| Alleen door jou (met Famke Louise)                                         | 14 december 2018  | —                                                          | tip        | —          | 15          | 3           | 3            | 5            | Goud in Nederland                                          |
| Fallin' (met Idaly en SFB)                                                 | 21 december 2018  | Idaly (van Idaly)                                          | —          | —          | tip1        | —           | 15           | 16           | Platina in Nederland                                       |
| Haal me naar boven (met Sarita Lorena)                                     | 17 mei 2019       | —                                                          | —          | —          | tip1        | —           | 22           | 6            | Goud in Nederland                                          |
| Woozy (met Caza)                                                           | 31 mei 2019       | —                                                          | —          | —          | —           | —           | 61           | 2            | Goud in Nederland                                          |
| Baller alert (met Sevn Alias)                                              | 25 juli 2019      | Sirius (van Sevn Alias)                                    | —          | —          | —           | —           | 64           | 1            |                                                            |
| Heimwee                                                                    | 22 november 2019  | —                                                          | —          | —          | —           | —           | 28           | 3            |                                                            |
| Givenchy bag                                                               | 13 december 2019  | —                                                          | —          | —          | —           | —           | 81           | 1            |                                                            |
| Zeldzaam (met Tabitha)                                                     | 21 februari 2020  | —                                                          | —          | —          | tip8        | —           | 46           | 5            |                                                            |
| Online/Offline (met Qlas & Blacka)                                         | 27 februari 2020  | Project 24 (volume 1) (van Qlas & Blacka)                  | —          | —          | —           | —           | 72           | 2            |                                                            |
| Venus (met Frenna en Snelle)                                               | 2 maart 2020      | 't Album onderweg naar 'Het Album' (van Frenna)            | tip        | —          | tip1        | —           | 9            | 15           | Goud in Nederland                                          |
| Vandaan (met Lil' Kleine)                                                  | 3 april 2020      | Jongen van de straat (van Lil' Kleine)                     | —          | —          | —           | —           | 5            | 10           | Goud in Nederland                                          |
| Doorheen (met Bizzey, Bilal Wahib en Ramiks)                               | 29 mei 2020       | —                                                          | —          | —          | —           | —           | 15           | 7            | Goud in Nederland                                          |
| Anyway (met SFB)                                                           | 27 augustus 2020  | —                                                          | —          | —          | —           | —           | 42           | 2            |                                                            |
| In de schuur (met Snelle)                                                  | 16 oktober 2020   | Lars (van Snelle)                                          | tip2       | —          | 12          | 20          | 10           | 44           | Dubbelplatina in Nederland                                 |
| Voodoo (met Idaly)                                                         | 5 november 2020   | Eerlijk (van Idaly)                                        | —          | —          | —           | —           | 98           | 1            |                                                            |
| Free GG (met Djahboy)                                                      | 22 februari 2021  | —                                                          | —          | —          | —           | —           | 96           | 1            |                                                            |
| 501 (met Bilal Wahib)                                                      | 26 februari 2021  | El mehdi (van Bilal Wahib)                                 | tip13      | —          | 3           | 6           | 1 (3 wkn)    | 27           | Platina in Nederland                                       |
| Crooswijk freestyle (met Murda)                                            | 13 maart 2021     | —                                                          | —          | —          | —           | —           | 72           | 1            |                                                            |
| Standaard procedure (met Lil' Kleine)                                      | 23 april 2021     | Kleine (van Lil' Kleine)                                   | tip33      | —          | —           | —           | 15           | 4            |                                                            |
| Alles wat ik mis (met Emma Heesters en Kris Kross Amsterdam)               | 16 mei 2021       | Altijd samen                                               | tip21      | —          | 7           | 7           | 1 (1 wk)     | 17           | Platina in Nederland                                       |
| Alles wat ik wil (met Cor, Reverse en Idaly)                               | 23 juli 2021      | Beloofd (van Cor en Reverse)                               | —          | —          | —           | —           | 94           | 1            |                                                            |
| Goed genoeg                                                                | 27 juli 2021      | Altijd samen                                               | —          | —          | tip9        | —           | 8            | 13           | Goud in Nederland                                          |
| Uhuh (met $hirak, Yssi SB en Lil' Kleine)                                  | 13 augustus 2021  | Talou (van $hirak)                                         | 25         | 13         | 11          | 9           | 1 (2 wkn)    | 28           | Dubbelplatina in Nederland en platina in België            |
| Down 4 life (met Nour)                                                     | 22 augustus 2021  | Altijd samen                                               | —          | —          | —           | —           | 50           | 2            |                                                            |
| Meisje zonder naam (met Emma Heesters en Trobi)                            | 17 september 2021 | Trobi on the beat (van Trobi)                              | —          | —          | tip8        | —           | 56           | 4            |                                                            |
| Overbodig (met Tabitha en Glen Faria)                                      | 14 oktober 2021   | Wilde rozen (van Tabitha)                                  | —          | —          | tip19       | —           | 59           | 2            |                                                            |
| Wishlist (met Ashafar en Trobi)                                            | 17 februari 2022  | —                                                          | —          | —          | —           | —           | 40           | 2            |                                                            |
| Okee shordy (met Trobi, Chivv en ADF Samski)                               | 4 maart 2022      | Trobi on the beat (van Trobi)                              | —          | —          | tip1        | —           | 8            | 19           | Platina in Nederland                                       |
| 100 SMSjes (met Sigourney K)                                               | 21 april 2022     | Echte meisjes huilen niet (van Sigourney K)                | —          | —          | 24          | 5           | 13           | 16           | Goud in Nederland                                          |
| Als je bij me blijft (met $hirak, Cristian D, Bilal Wahib en Boef)         | 12 mei 2022       | —                                                          | 42         | 1          | tip6        | —           | 2            | 18           | Platina in Nederland                                       |
| Terug bij af (met Flemming)                                                | 25 augustus 2022  | Flemming (van Flemming)                                    | 49         | 1          | 18          | 14          | 27           | 15           | Goud in Nederland                                          |
| Adrenaline (met Kris Kross Amsterdam en Zoë Tauran)                        | 15 september 2022 | Zoë Tauran (van Zoë Tauran)                                | 8          | 24         | 6           | 18          | 6            | 54           | Alarmschijf / Platina in Nederland                         |
| Love song (met Trobi en Bilal Wahib)                                       | 30 december 2022  | —                                                          | —          | —          | 28          | 3           | 3            | 11           | Goud in Nederland                                          |
| Baddie (met $hirak, Cristian D, KM en Emms)                                | 3 februari 2023   | —                                                          | —          | —          | tip8        | —           | 14           | 11           | Goud in Nederland                                          |
| Al die dagen (met Boef)                                                    | 16 februari 2023  | Luxeprobleem (van Boef)                                    | —          | —          | —           | —           | 50           | 2            |                                                            |
| Doe me dansje (met La Fuente en Kraantje Pappie)                           | 7 april 2023      | —                                                          | —          | —          | tip10       | —           | 56           | 4            |                                                            |
| Kameraden voor het leven (met ADF Samski, Hef, Emms, Kevin, Sjef en Jahma) | 12 mei 2023       | —                                                          | —          | —          | —           | —           | 56           | 1            |                                                            |
| Sliden (met Antoon)                                                        | 1 juni 2023       | Sliden (ep)                                                | —          | —          | 28          | 5           | 9            | 25           | Goud in Nederland                                          |
| Bassline (met Antoon)                                                      | 1 juni 2023       | Sliden (ep)                                                | —          | —          | —           | —           | 74           | 4            |                                                            |
| Domino (met Katnuf, Jonna Fraser en Caza)                                  | 15 september 2023 | —                                                          | —          | —          | tip1        | —           | 5            | 11           |                                                            |
| Niemand (met Kevin en KA)                                                  | 29 september 2023 | Wonderland (van Kevin)                                     | —          | —          | tip11       | —           | 25           | 2            |                                                            |
| Wacht op mij (met Trobi en Tabitha)                                        | 27 oktober 2023   | —                                                          | —          | —          | tip4        | —           | 13           | 10           |                                                            |
| That's a lie (met Alessio, DJ Dylvn, Chivv en ADF Samski)                  | 28 december 2023  | —                                                          | —          | —          | tip16       | —           | 72           | 1            |                                                            |
| Alles op gevoel (met Flemming en Zoë Tauran)                               | 4 januari 2024    | —                                                          | —          | —          | 17          | 2           | 2            | 36           | Platina in Nederland                                       |
| Desire                                                                     | 5 mei 2024        | —                                                          | —          | —          | tip17       | —           | 68           | 4            |                                                            |
| Gaan we weg? (met Roxy Dekker)                                             | 11 juli 2024      | SDL 0.5 (van Ronnie Flex) Mama I Made It (van Roxy Dekker) | 37         | 10         | 1 (2 wkn)   | 13          | 1 (4 wkn)    | 13           | Goud in Nederland                                          |
| After six (met Antoon en Broederliefde)                                    | 9 augustus 2024   | —                                                          | —          | —          | tip14       | —           | 26           | 9            |                                                            |
| ChinChin (met ADF Samski, Antoon, Kraantje Pappie en Lil' Kleine)          | 19 september 2024 | —                                                          | —          | —          | tip4        | —           | 10           | 3            |                                                            |
| Lodewijk (met Mensa en SRNO)                                               | 18 oktober 2024   | —                                                          | —          | —          | tip5        | —           | 25           | 7            |                                                            |
| Damage (met Noano)                                                         | 25 oktober 2024   | SDL 0.5                                                    | 47         | 1          | 18          | 9           | 1 (4 wkn)    | 21*          |                                                            |
| Heel de nacht alleen (met Yade Lauren en Mula B)                           | 7 november 2024   | SDL 0.5                                                    | —          | —          | tip23       | —           | 41           | 1            |                                                            |
| Zal ik blijven (met Tabitha, Emms en DJ Dylvn)                             | 7 februari 2025   | —                                                          | —          | —          | tip18       | —           | 65           | 1            |                                                            |
| Suicide (met Kevin)                                                        | 13 februari 2025  | SDL 0.5                                                    | —          | —          | tip23       | —           | 57           | 1            |                                                            |
| Concentratie (met Jonna Fraser)                                            | 20 februari 2025  | SDL 0.5                                                    | —          | —          | —           | —           | 68           | 1            |                                                            |
| Oneindig (met KM en Neema Neseka)                                          | 11 maart 2025     | SDL 0.5                                                    | —          | —          | —           | —           | 78           | 2            |                                                            |
| Flemming (met S10 en ILLIE)                                                | 13 maart 2025     | SDL 0.5                                                    | —          | —          | tip11       | —           | 34           | 3            |                                                            |
| Beneden (met Bizzey en Russo)                                              | 1 mei 2025        | —                                                          | —          | —          | 31          | 3           | 9            | 15*          |                                                            |
| Suffe Goon (met ADF Samski, Qlas en Yssi SB)                               | 13 juni 2025      | —                                                          | —          | —          | tip8        | —           | 18           | 5            |                                                            |
| Hoe het is (met Roxy Dekker en Idaly)                                      | 17 juli 2025      | —                                                          | —          | —          | 4           | 4*          | 2            | 4*           |                                                            |